# Beale Pinnacle
Beale Pinnacle är en bergstopp i Antarktis. Den ligger i Östantarktis. Nya Zeeland gör anspråk på området. Toppen på Beale Pinnacle är 60 meter över havet.
Terrängen runt Beale Pinnacle är varierad. Trakten är obefolkad. Det finns inga samhällen i närheten.